# 卡斯泰伊
卡斯泰伊（法語：Casteil，法語發音：[kastɛj] ⓘ）是法国东比利牛斯省的一个市镇，位于该省中部略偏南，属于普拉德区

## 地理
卡斯泰伊（42°31'51"N, 2°23'36"E）面积29.83 平方千米，位于法国奧克西塔尼大區东比利牛斯省，该省份为法国大陆部分最南部的省份，涵盖了北加泰罗尼亚，北起奥德省，西接阿列日省和安道尔，南与西班牙接壤，东临地中海。
与卡斯泰伊接壤的市镇（或旧市镇、城区）包括：韦尔内莱班、瓦尔马尼亚、科尔萨维、勒泰克、普拉茨德莫约-拉普雷斯特、皮村、萨奥尔。
卡斯泰伊的时区为UTC+01:00、UTC+02:00（夏令时）。

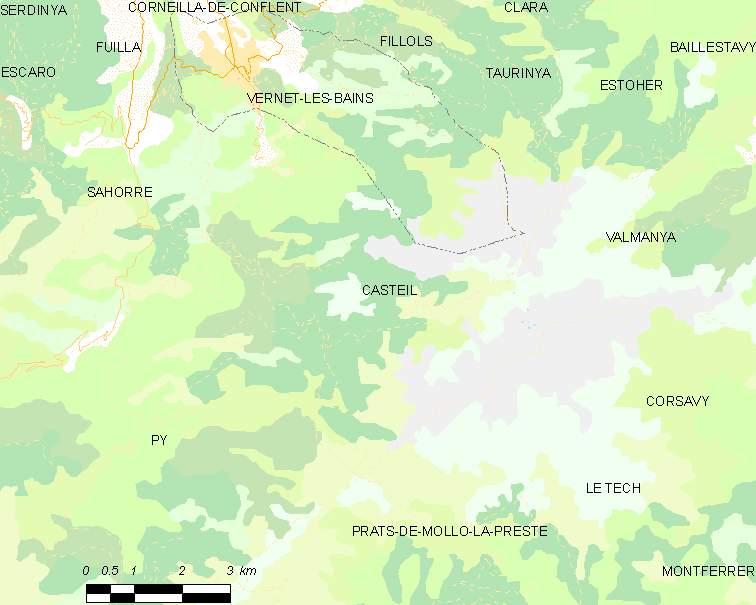
卡斯泰伊的OSM定位图

## 行政
卡斯泰伊的邮政编码为66820，INSEE市镇编码为66043。

## 政治
卡斯泰伊所属的省级选区为勒卡尼古县。

## 人口

1962-2008年间卡斯泰伊人口变化图示

卡斯泰伊于2022年1月1日时的人口数量为140人。